# جينا إدواردز
جينا إدواردز (بالإنجليزية: Jenna Edwards)‏ هي متسابقة ملكة الجمال أمريكية، ولدت في 29 يوليو 1981 في كلينتون في الولايات المتحدة.

## وصلات خارجية
- الموقع الرسمي